# アメリカ合衆国の技術と産業の歴史

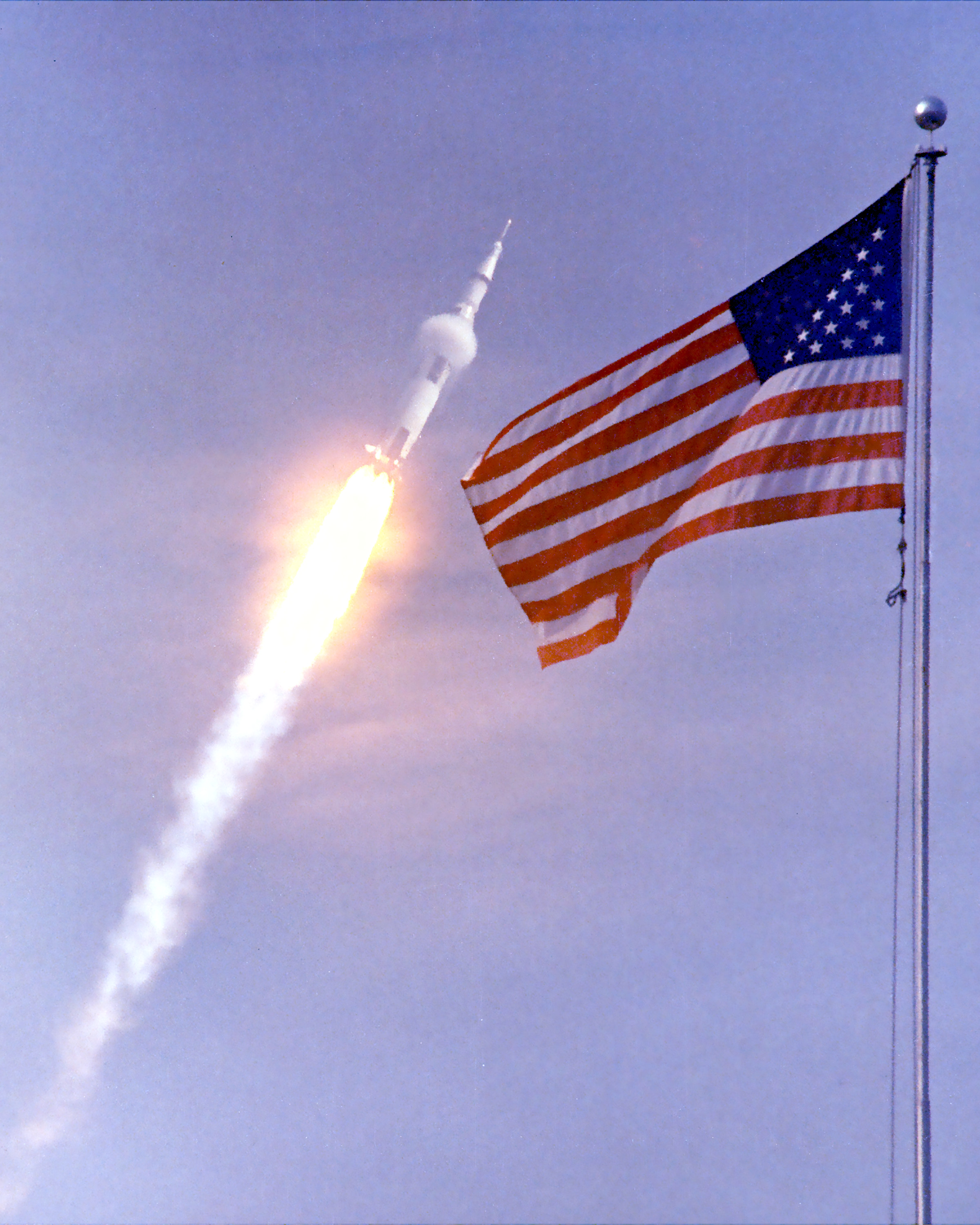
アポロ11号の打ち上げ

アメリカ合衆国の技術と産業の歴史（アメリカがっしゅうこくのぎじゅつとさんぎょうのれきし）について概説する。アメリカ合衆国が急速な工業化を果たしたのには、様々な要因、条件が貢献しており、例えば、広大な土地と労働力、気候の多様性、航行可能な運河・川・海岸水路の多様で豊富な存在、安価なエネルギーを得ることを可能とする豊かな天然資源、迅速な輸送力および資本力が挙げられる。
多くの歴史家に拠れば、経済と技術が大きく発展したのは18世紀の終わりから20世紀初頭の間に起こったということで一致している。この期間、国全体が原始的な農業経済から世界の工業生産の3分の1以上を生み出すような最大の工業国にした。このことを総工業生産量の指数で表示すると、1790年の4.29に対し1913年の1975（1850年の総生産量を100とした）と実に460倍の成長となっていることからも明らかである。
アメリカの植民地が独立を確実なものにした1781年、工業生産やその連係において大きな変化が起きており、伝統職人から陶芸工に至るまで第一次産業革命の始まりとなった。南北戦争までに輸送基幹施設が発展し、技術革新が集中した結果、組織の拡大と事業の連係が進み、第二次産業革命となった。20世紀への変わり目頃、アメリカ合衆国の工業力はヨーロッパの諸国を経済的に凌駕し、さらにその軍事力も誇るようになった。世界恐慌によってその技術力にも陰りが見えたが、第二次世界大戦以降は世界の2大超大国の一つになった。20世紀の後半は、政治、経済および軍事の分野でソビエト連邦との冷戦と競争の時代であったが、政府主導による科学技術の研究開発によって、宇宙工学、電子計算機およびバイオテクノロジーなどの分野で最先端を維持してきた。
科学技術と工業はアメリカの経済的成功を十分に形作っただけでなく、その明確な政治の仕組み、社会構造、教育制度および文化的な同一性の形成に貢献してきた。アメリカ的な能力主義社会、起業家精神、および自給自足といったことは初期の先駆的技術の進歩の遺産から出てきたものである。

## ヨーロッパ人到来以前の技術

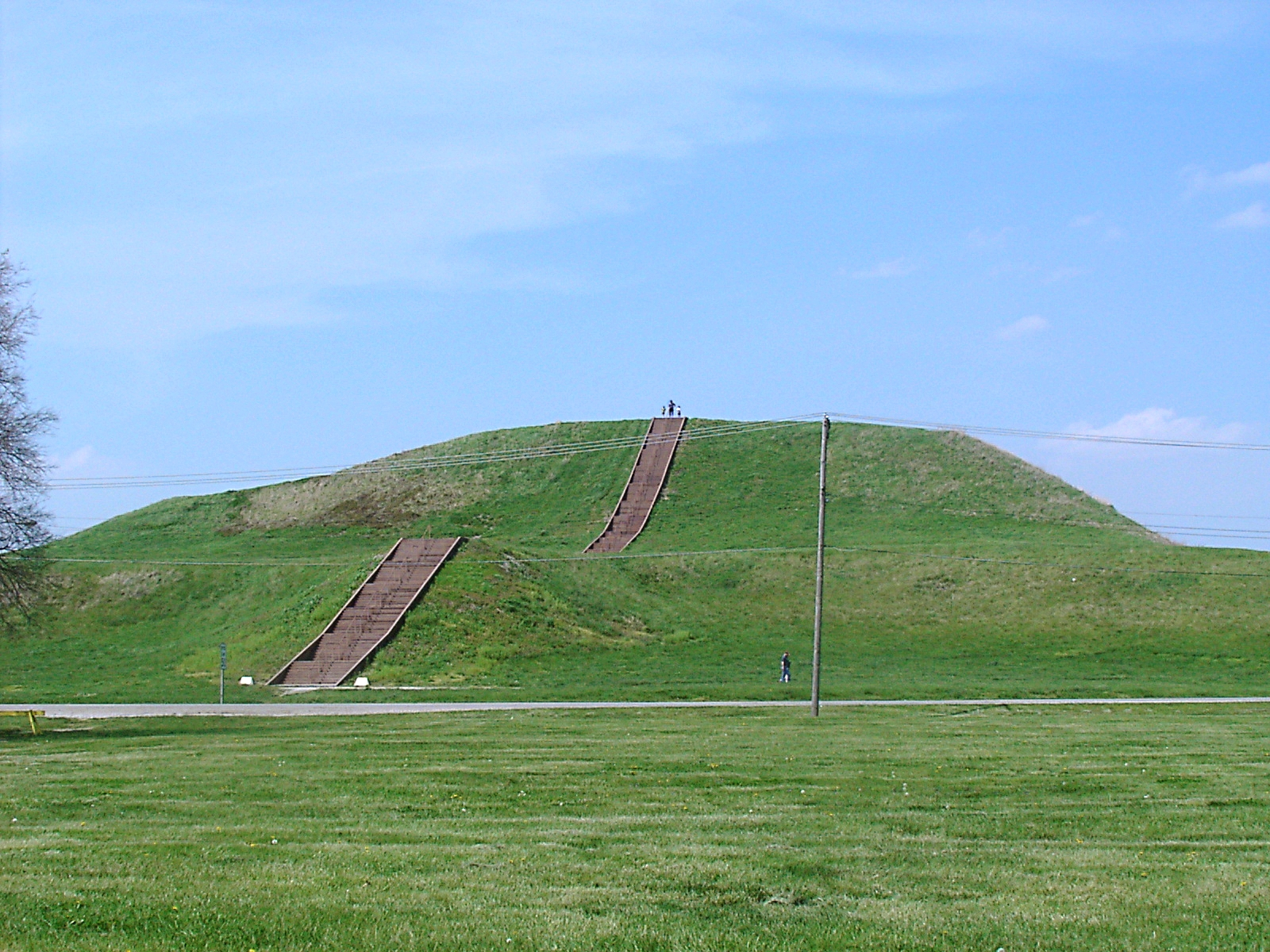
カホキアのモンクス・マウンド。200m以上×300m以上で高さは30mを超えるミシシッピ文化の神殿に用いられた巨大なマウンドである。

北アメリカにはおよそ紀元前1万年以来人類が住んでいた。初期の住人はベーリング地峡を渡ってきた移動性の狩猟採集民であった。これら最初の先住民は、打製石器の槍先、原始的な銛を用い、加えて極地方では、狩猟を行うための動物の毛皮で覆われた小舟を使っていた。先住民が大陸内に分散するにつれて、太平洋岸北西部、中央大平原、アパラチアの森林および乾燥した南西部など様々な気候帯に遭遇し、そこで定住を始めた。太平洋岸北西部に住んだ住人は木の家を建て、網や梁を使って魚を獲り食料を保存するようになったが、実質的な農業は発展していなかった。大平原に住んだ住人は大部分移動性の狩猟採集民のままであり（時代によっては農業も営まれた）、バイソンなどを狩猟しながら皮革の加工技術が巧みになった。一方、南西部の乾燥地帯に住んだ住民は、日干しれんがの家を建て、陶器を焼き、綿花を育て、織物を織った。東部の森林地帯やミシシッピ川渓谷に住んだ住民は、広大な交易網を発展させ、ピラミッドのような塚を造り、実質的な農業を行った。アパラチア山脈や大西洋岸に住んだ住民は高度に持続可能な森林農業を行い、木材加工では専門性が高くなった。しかし、これら先住民の人口は少なく、技術的な変化の速度は遅かった。北アメリカの先住民は、ユーラシア大陸の民族のように動物を飼い馴らしていわゆる畜産とか酪農を行なったり、牛馬を使って耕したりすることはなく、文字を書いたり、青銅や鉄を使った道具を生み出すこともなかった。

## ヨーロッパ人の探検と開拓
15世紀と16世紀のヨーロッパ人探検家による「新世界」の発見とそれに続くコロンブス交換の結果、北アメリカの技術的発展の方向が大きく変わった。スペインのコンキスタドールのように国に抱えられた探検家達が先住民族の知らなかった技術を持って新世界に到着した。例えば、キャラベル船、飼い馴らされた馬、鉄製の鎧および剣であった。

### 農業

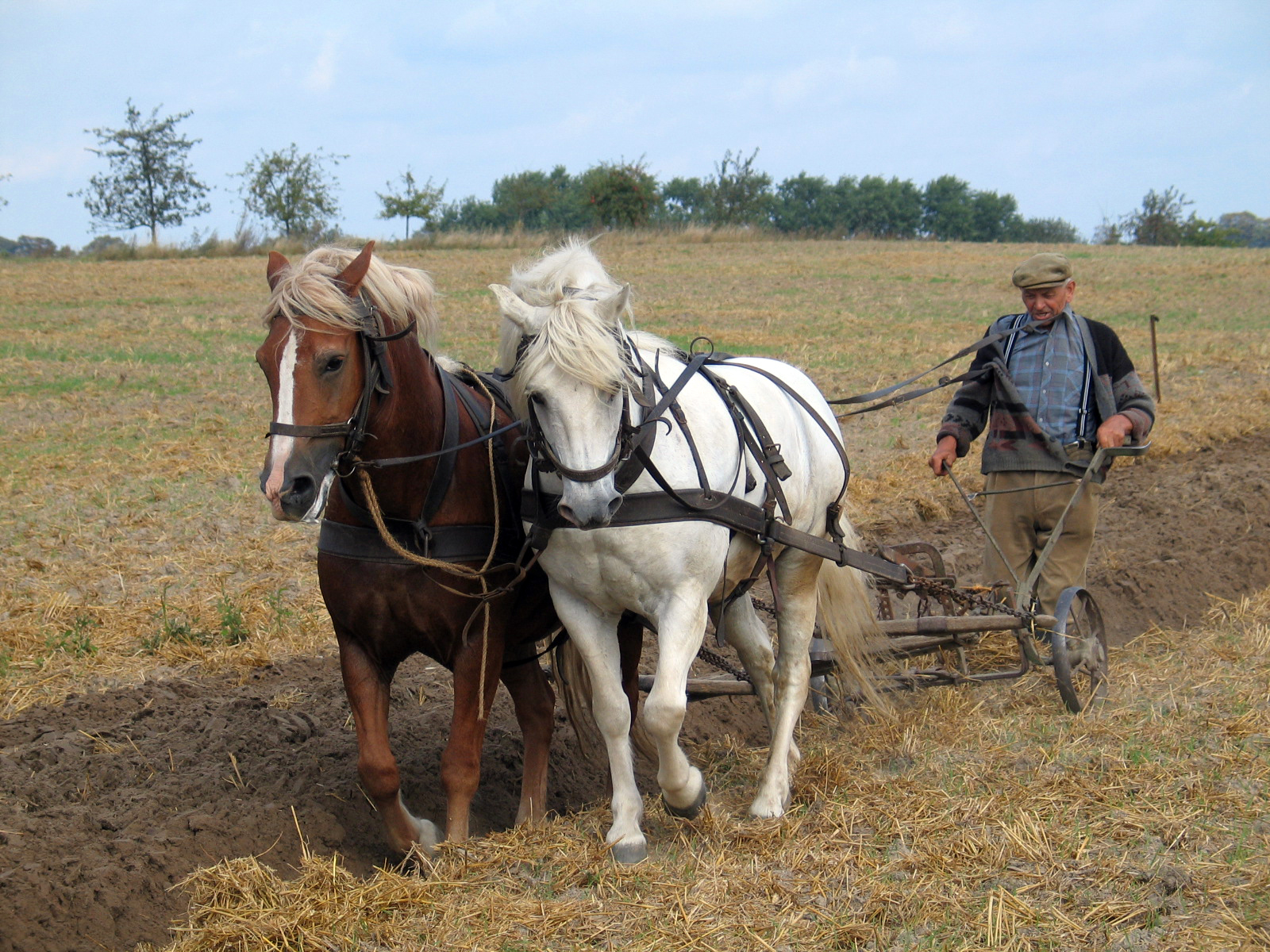
鋤を馬に曳かせる農夫

17世紀、ヨーロッパでの宗教的迫害から逃れてきたピルグリム、ピューリタン、クエーカーなどが耕作具、銃および牛や豚のような家畜をもたらした。これらの移民やヨーロッパ人植民者は当初、トウモロコシ、小麦、ライムギ、エンバクなど生存のための穀物を栽培し、交易用に炭酸カリウムやメープルシロップを精製した。より温暖な南部にあっては、大規模のプランテーションで、サトウキビ、米、綿花およびタバコなど労働集約的換金作物を生産し、それを維持していくために先住民族やアフリカから輸入された奴隷の労働力を必要とした。初期のアメリカ農夫は自給自足ではなく、他の農夫、特化した技能職人、および商人に道具、収穫の方法を頼り、さらに市場への作物の運搬も頼っていた。

### 職人技
植民地の職人技は、アメリカにおける厳しい旅行や生活条件のために、ヨーロッパの熟練した技能者が大西洋を越えて技術や道具をもたらすことを躊躇させたので、ゆっくりとした発展であった。しかし、このためにアメリカの技能者は、ヨーロッパのギルドのような様々な長期間の忠誠といった束縛から解き放たれ、その自給自足経済の中から静かな技術進歩を遂げていった。アメリカの職人技は若者の教育と雇用のために独特の徒弟奉公制度を発展させた。重商主義的な輸出に頼った経済が活気のある自立経済の出現を損なったのも事実だが、これらの職人や商人がその交易のために相互依存性を高めていった。18世紀の中頃、イギリスが課税という手段で植民地を従わせ管理しようとしたことが、ボストン、ニューヨーク、およびフィラデルフィアなど都市部の職人や商人の間の不満を強め、イギリス支配からの独立の声を高めていくようになった。

## 初期の工業化
アメリカの工業化はその特徴有る地形的、社会的および経済的要因の集中で促進された。独立後のアメリカはヨーロッパに比較して人口が少ないままであり、手作業による労働の必要性から労働集約的作業の機械化の強い動機が生まれた。アメリカ合衆国の東海岸には無数の川が大西洋に流れ込んでおり、工場や初期工業化に必要な基幹施設を造るために潜在的に可能な場所が多くあった。さらにアメリカ合衆国は永続的に労働力の供給を制限しており、天然資源が多く供給されたためにヨーロッパの国々にあった工業化の主要障壁が排除された。
1783年の独立戦争終戦の後、新政府は強い財産権と固定されない階級構造を造った。特許を発行するという考え方は17、8世紀に移住したイギリス、フランスおよびオランダの人々によって北アメリカにもたらされ、アメリカ合衆国憲法第1条第8節に取り込まれて、議会が「一定期間、著者と発明者にその著作や発見について排他的権利を与えることで、科学と有益な芸術の発展を促進する」ことを承認した。

### 工場
1780年代中頃、オリバー・エバンスは穀物揚重機とホッパーを発明し、これが伝統的な製粉所と置き換わった。世紀の変わり目には、エバンスが最初の高圧蒸気機関の一つを開発し、これら人気のある発明の製造と修繕を行う機械工場のネットワークを作り始めた。1789年、ナサニエル・グリーン将軍の未亡人がイーライ・ホイットニーを採用して、短繊維の綿花の種を綿の繊維から取り除く機械を開発させた。その結果生まれた綿繰り機は基本的な大工仕事で造られたものであったが、必要な労力を50分の1にさせ、南部の綿花生産者の巨大な利益を生んだ。ホイットニーはその発明から得られる財政的成功を認識していなかったが、政府との契約でライフルなどの武器の製造を始め、「迅速、均一および正確」に製造できるようにしたため、これが部品の互換性に対する基本概念となった。
1800年と1820年の間、製品の品質と製造の効率を急速に上げる工業用の道具が出現した。シメオン・ノースは、分業制を採用して拳銃の完成品ができるまでの速度を上げることを提案し、1798年にはフライス盤を開発した。1819年、トマス・ブランチャードが旋盤を開発し、武器製造時に必要とされるような不規則な形状にも対応できるようになった。1822年までに、ジョン・H・ホール大尉が特殊機械、分業および非熟練工員を使って後装式のライフル銃を生産する仕組みを開発し、この仕組みはアメリカでは「アーモリー・プラクティス」（アーモリーは武器庫）と呼ばれ、イギリスでは「アメリカ式製造システム」と呼ばれた。
繊維産業は当初、労働集約的な生産方法に頼っていたが、これも機械化による効率化の可能性が高いものであった。18世紀遅くに、イギリスの繊維産業がジェニー紡績機、水動力紡績機およびミュール精紡機が採用され、紡績産業の効率と品質を大きく改善したが、イギリス政府が機械の輸出を禁じるかその技術に詳しい人の移民を禁じる方法で技術の流出を止めた。サミュエル・スレイターはイギリスでも最大規模の繊維工場の徒弟であったが、アメリカの諸州が綿糸製造の知識を持っているイギリス人渡航者に報奨金を出しているということを知って、1789年にアメリカに移住した。スレイターはモーゼス・ブラウンと共に、ロードアイランド州ポータケットで、アメリカでは初めての繊維工場を設立した。スレイターは、ニューイングランド中に綿糸と毛糸の工場を幾つか建てたが、労働力不足に直面した時に、労働者やその家族のために工場に隣接する土地に家屋、店舗および教会を建てる手段に訴えた。この独立した工場と付設集落というスレイターのビジネスモデルは、イギリスの自動織機を模倣したフランシス・カボット・ローウェルのさらに効率的な仕組みによって1820年代までに置き換えられた。このローウェルの織機は紡績と機織りが組み合わされており、高度に機械化され、特化した雇員によって運転され、未婚の若い女性（ミル・ガールズ）を雇い、会社に所有されていた。それまでの労働形態（徒弟、家内あるいは奴隷化年季奉公）とは異なり、「ローウェルの仕組み」は、雇用者との契約の元にその労働を売る賃金労働者の概念を世に広めたものであり、現代の国や産業にも続く社会経済システムになった。

### 有料道路と運河

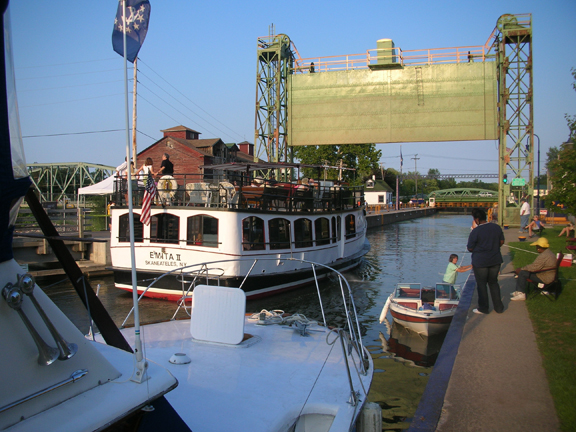
エリー運河の閘門

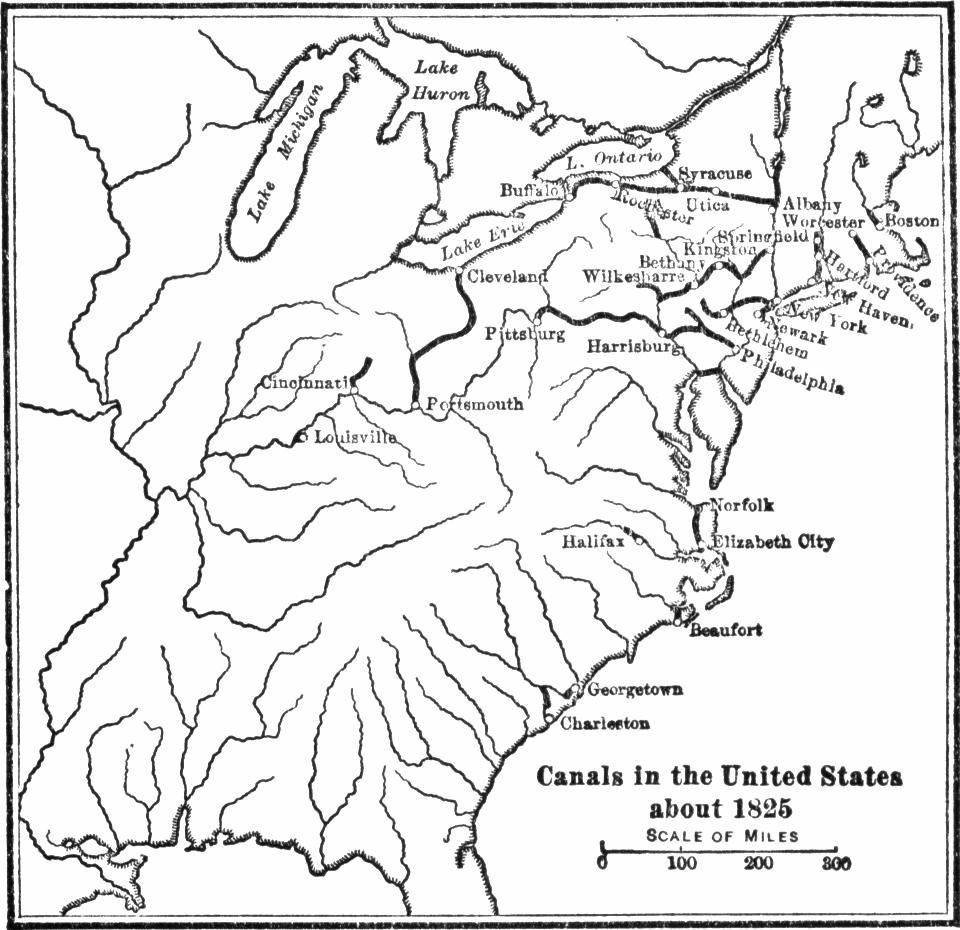
1825年頃の運河網

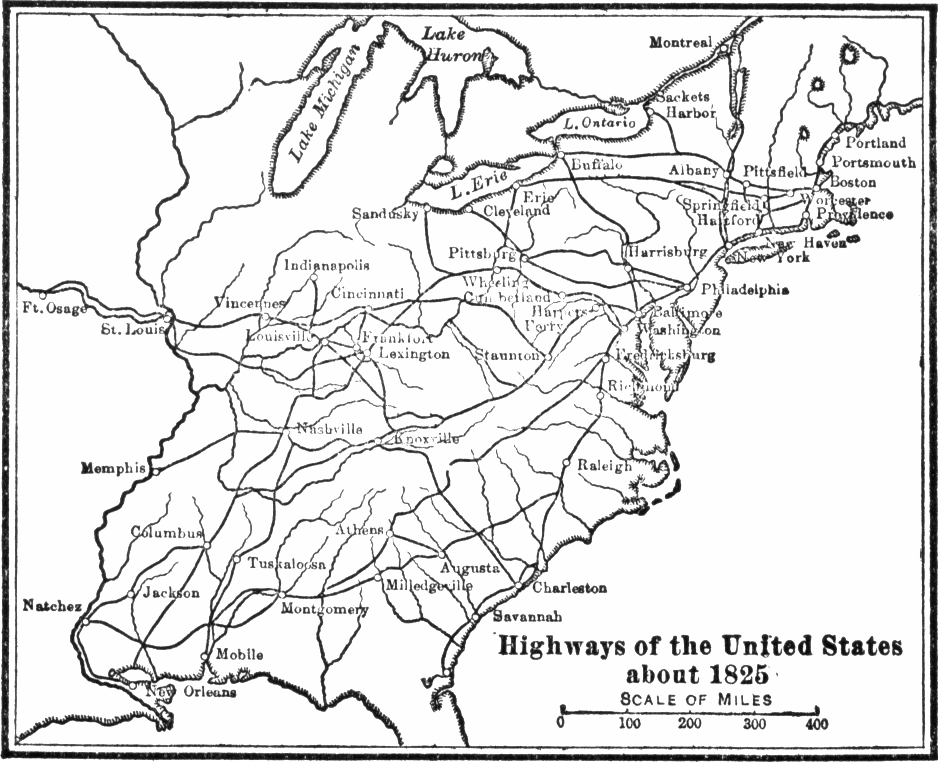
1825年頃の道路網

アメリカ合衆国の13州はローマ帝国の凋落以降のヨーロッパでのどの国よりも広い地域（ニューハンプシャー州からジョージア州まで）を管理していた。1803年までにケンタッキー州、テネシー州およびオハイオ州の加盟で地域はさらに拡大しており、これら内陸の西部州と海岸地域の間の輸送手段は徒歩、動物あるいは船に頼っていた。ローマ帝国が国を束ねるために造ったローマ街道の成功例に倣い、アメリカ合衆国の政界や実業界の指導者が国の遠隔地を繋ぐ道路と運河の建設を始めた。
初期の有料道路は、建設資金を集めるために株を売った共同持ち株会社によって建設され所有された。例えば、1795年に造られたペンシルベニア州のランカスター・ターンパイク会社がある。
1808年、アメリカ合衆国財務長官アルバート・ギャラティンの「共和国の道路と運河に関する報告書」では、連邦政府が州間の有料道路と運河の建設予算を確保すべきと提案した。多くの民主共和党員が連邦政府にそのような役割を託すことに反対したが、米英戦争の時にイギリスによる海上封鎖によって、軍事行動や一般の通商のためにもそのような内陸の道路に頼っていることが明らかになった。カンバーランド道路の建設は1815年メリーランド州カンバーランドから始まり、1818年にはバージニア州ホィーリングに届いたが、その後の政争によってミシシッピ川方面に西に伸びることが妨げられていた。それにも拘わらず、道路はアパラチア山脈を抜ける主要な内陸導線となり、南北戦争前には数多くの西へ向かう開拓者の道筋になった。
多くの運河会社も認可されたが、多くの運河が計画された中でわずか3本のみが米英戦争の始まった1812年までに完成していた。バージニア州のディズマル・スワンプ運河、サウスカロライナ州のサンティー運河およびマサチューセッツ州のミドルセックス運河であった。内陸との交流に新時代を開く先駆けとなったのは1817年に承認されたニューヨーク州のエリー運河であった。この西部との交易のための大胆な計画は、それでなくてもアメリカ国道の完成でボルチモアへの交通の大半を取られる怖れのあったフィラデルフィアの商人に警告を与えた。1825年、ペンシルベニア州議会は一連の運河を計画することでこの問題に取り組んだ。それはその大きな海港と西はピッツバーグ、北はエリー湖と上部サスケハナを結ぶものであった。
有料道路と同様に、初期の運河も私設の共同出資会社によって建設され所有され運営されたが、後に大きな計画は州の予算で行われるようになった。ニューヨーク州知事デウィット・クリントンが提案したエリー運河は、地方債の発行によって公共のリスクで予算化され、公共の利益として計画された最初の運河であった。この計画が1825年に完成されたとき、エリー湖とハドソン川が繋がれ、閘門の数は83カ所、前兆は363マイル (584 km) となった。エリー運河の成功は国中の運河建設ブームを呼び、1816年から1840年の間に総延長で3,326マイル (5,322 km) の人工水路が出来上がった。ニューヨーク州のシラキュースとバッファロー、オハイオ州のクリーブランドなど大きな運河沿いにあった小さな町が、大きな産業と交易の中心に成長し、一方でペンシルベニア州、オハイオ州およびインディアナ州などの州は熱狂的な運河建設のために破産寸前までいった。
しかし、内陸部との交易が拡大するにつれて輸送に関わる問題の大きさは、個別の州や私設の会社で対処できる限界を越えていた。1807年には既に、アルバート・ギャラティンが東部と西部を繋ぐ巨大内陸水路システムの建設を提案していたが、その予算は2千万ドルと見積もられていた。しかし、ジェファーソンの時代に連邦政府が内陸部の改良に果たしたというものは、1806年の予算で見れば、オハイオ州の公有地販売額の2 %に過ぎず、アメリカ国道をそれが通る州の了解を得て建設するために使われた。1818年までにこの道路が開通しメリーランド州カンバーランドとウエストバージニアのホィーリングとを結んだ。
1816年、米英戦争の体験を受けて、この問題に関する情報を仕入れた政治家は国の問題として黙っているわけにはいかなかった。マディソン大統領ですら、「包括的な道路と運河のシステム」を建設する必要性について議会の注目を喚起した。議会が招集されると直ぐに、内陸部の改良に1,500万ドルの予算化を提案するジョン・カルフーン作成の法案が議論された。この予算は国立銀行によって政府に支払われた金で賄われたため、この法案は一般に「ボーナス法案」と呼ばれた。しかし、マディソン大統領は任期満了の前日に、その法案が違憲であるとして拒否権を発動した。連邦政府による内陸部改良の政策は、最後のバージニア出身支配者の憲法に対する罪の意識で頓挫した。アメリカ合衆国下院は、合憲性についてはあまり配慮しておらず、裁決の結果も接近したもので、道路と運河の建設予算を承認したが、それを実行する権限は無かった。その結果、連邦政府で拠出した内陸部改良のための予算は、様々な費目を合わせてもカンバーランド道路のための約150万ドルにしかならなかった。
1819年の恐慌に続いての不況から国全体が回復するに連れて、内陸部改良の問題が再び全面に出てきた。1822年、カンバーランド道路で通行料を集めることを承認するための法案はモンロー大統領に拒否された。モンローは内陸部改良に関する合憲性についてその見解を、念を入れた随筆で表明した。モンローは、議会が予算化することを認めたが、国の仕事として実際に建設することも、それが法に適っているとも見ていなかった。内陸部改良に国が大きく関わるという考えは暫くの間停滞した。2年後、議会は大統領が交易や軍事目的で必要と考えるならば道路や運河のための調査を行う権限を大統領に与えた。ヘンリー・クレイ以外に連邦政府の機能についてより大きな概念を雄弁に説明できる者はいなかった。クレイは大西洋岸の調査や灯台に対して成されている事項に聴衆の注意を惹き付け、国の内陸部がいかに無視されているかを訴えた。他の大統領候補の中でも、アンドリュー・ジャクソンは上院で一般測量法案に賛成票を投じた。ジョン・クィンシー・アダムズは大衆の心の中に疑いを残さず、この問題に関するその党派の狭い了見には影響されなかった。ウィリアム・クロウフォードは南部ではどこでも声の上がっている違憲性を感じ取り、国による内陸部改良を認める憲法修正という古い手段に拠ろうとした。
アダムズが大統領になって最初に議会に伝えたことは、道路と運河を建設することだけでなく、天文台や国立大学を造ることも提案することだった。ジェファーソン元大統領は1806年に既に議会に対し、憲法に対する必要な修正を考慮するよう促し、これらのことも推奨していた。アダムズは憲法の制限を忘れていたように見えた。ジェファーソンはマディソンに対し、1798年に遡り、内陸部改良の法案に反対する方向に向けられた決議案について、新しい決議案をバージニア州が採択することが望ましいと何度も警告していた。1826年3月、合衆国議会は以前の決議の原則全てが、議会によって製造者を保護しさらに内陸部改良を推進する法案を通すことができるとみなされる権限に全力で反対すると宣言した。アダムズの政策は議会の反対にあって過去の遺物になった。

### 蒸気船

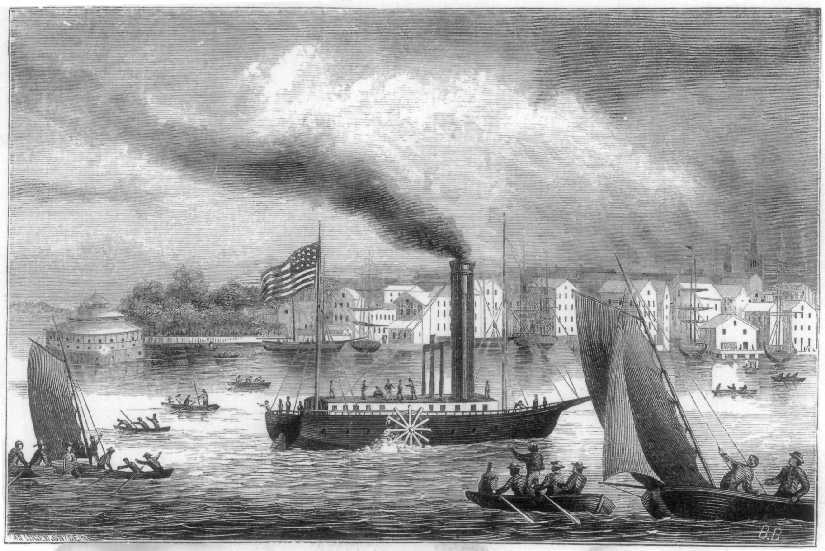
ハドソン川を航行するロバート・フルトンの「ノース・リバー・スティームボート」

有料道路や運河の導入で交通の効率は上がったものの、これらの経路での旅行はまだ時間も金も食うものであった。蒸気ボイラーと推進機構を組み合わせるというアイディアは、1780年代遅くに蒸気船の特許あるいは独占状態を申請したジョン・フィッチとジェイムズ・ラムゼーが最初だとされている。しかし、これら初期の蒸気船は複雑であり、重く、高価であった。ロバート・リビングストンが土木技師のロバート・フルトンと経済的な蒸気船の開発について契約したのはおよそ20年後であった。フルトンの外輪船「ノース・リバー・スティームボート」は、1807年8月17日にニューヨーク市からオールバニ市までを遡る処女航海を行った。1820年までに、大西洋岸の航行可能な川やチェサピーク湾で蒸気船が運航された。底の浅い船はミシシッピ川やオハイオ川の航行に適してもおり、1817年の17隻から1855年には727隻まで増えた。蒸気船の速度によって海岸の港から上流の都市までの所要時間は週の単位で削減され、商品を運ぶ費用も90 %が削減された。
蒸気船は連邦政府、州政府および私設の経営者との関係を大きく変えた。リビングストンとフルトンはニューヨーク州内での蒸気船運航を独占する権利を得たが、ニュージャージー州で競合するフェリーを運航したトマス・ギボンズは、独占の名目でニューヨーク州の水域に入ることを禁じられた。1824年、アメリカ合衆国最高裁判所は「ギボンズ対オグデン事件」に判決を下し、憲法の商業条項に従い連邦議会は商業と輸送を規制できるとした。これによってニューヨーク州は他州からの蒸気船運航を認めることを強いられた。
ボイラーについては、構造的な欠陥があり、金属学的知識があまり無かったために、1810年代から1840年代にかけて、多くのボイラー爆発事故が起こり、数百人の人が亡くなった。1838年、規制が強化され、運転者の運航免許取り消しの権限ももつ政府の代理人によるボイラーの検査が義務付けられ、そのような事故からおきる訴訟の可能性を減らした。アメリカ人は如何なる政府も私有財産を規制する権限が無いと長く抵抗してきたが、この新しい規則は私有財産権が市民権に勝るものではないことを認めさせることになり、その後の連邦政府による安全規則に受け継がれることになった。

### 南北戦争
南北戦争の頃の技術革新
- サミュエル・コルト - リボルバー拳銃を開発。
- ジョン・ブラウニング - 銃の開発

## 技術と基幹施設

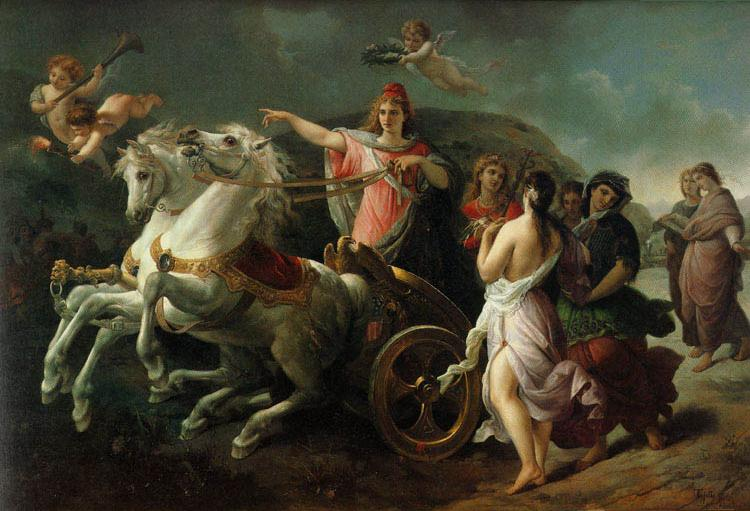
「アメリカの発展」Domenico Tojetti画

南北戦争後の時代は、工業化の程度と範囲が急速に拡がり、それに付帯して鉄道、電信・電話、内燃機関のような技術の進歩がおこり、アメリカ合衆国の場合は、辺境と産業や財政及び政治の中心であった東部とを繋ぐことで、西部への拡張と経済発展が促された。アメリカ人は鉄道、電力および電気通信システムなどの基幹施設を経済と社会の活動に無くてはならないものとするようになっていった。

### 鉄道
1820年から1830年にかけて、多くの発明家や起業家が勃興する蒸気船の技術を、陸上を走るものにも適用しようとし始めた。最も初期の提案は1813年のオリバー・エバンスによるもので、ニューヨークとフィラデルフィアを鉄道で結び、「蒸気機関で牽引する客車」という概念であった。多くの個人や会社がアメリカ合衆国で最初の鉄道を敷くべく名告りを上げたが、1830年代中頃まで幾つかの会社は軌道の上を走る客車を動かすために蒸気機関車を使っていた。1840年から1860年にかけて、鉄道の総延長は3,326マイル (5,320 km) から30,600 (49,000 km) マイルまで伸びた。大きくて嵩張る物を運ぶ鉄道の効率性は、市場へ運ぶ商品のコストをさらに下げることで証明されたが、そうすることでそれ以前の有料道路や運河の利益を圧迫し、中には破産したり荒廃するにまかされる所もあった。しかし、初期の鉄道は統一性がなく、数百の競合する会社が異なる軌間の線路を使っていたので、都市間の輸送では度々荷物の積み替えが発生した。1869年、最初の大陸横断鉄道が全通し、利益や効率に対する要求から激しい統合の波が押し寄せ、技術的な標準化が進んだが、その後の50年間を要した。1920年までに総延長254,000マイル (406,000 km) の鉄道が標準軌となり、わずか7社が運行するか管理することになった。列車の運行スケジュールを同期化させる必要があり、また地方時間のある都市では非効率な面があったため、1883年には運行会社によって標準時間が導入された。

### 製鉄と製鋼

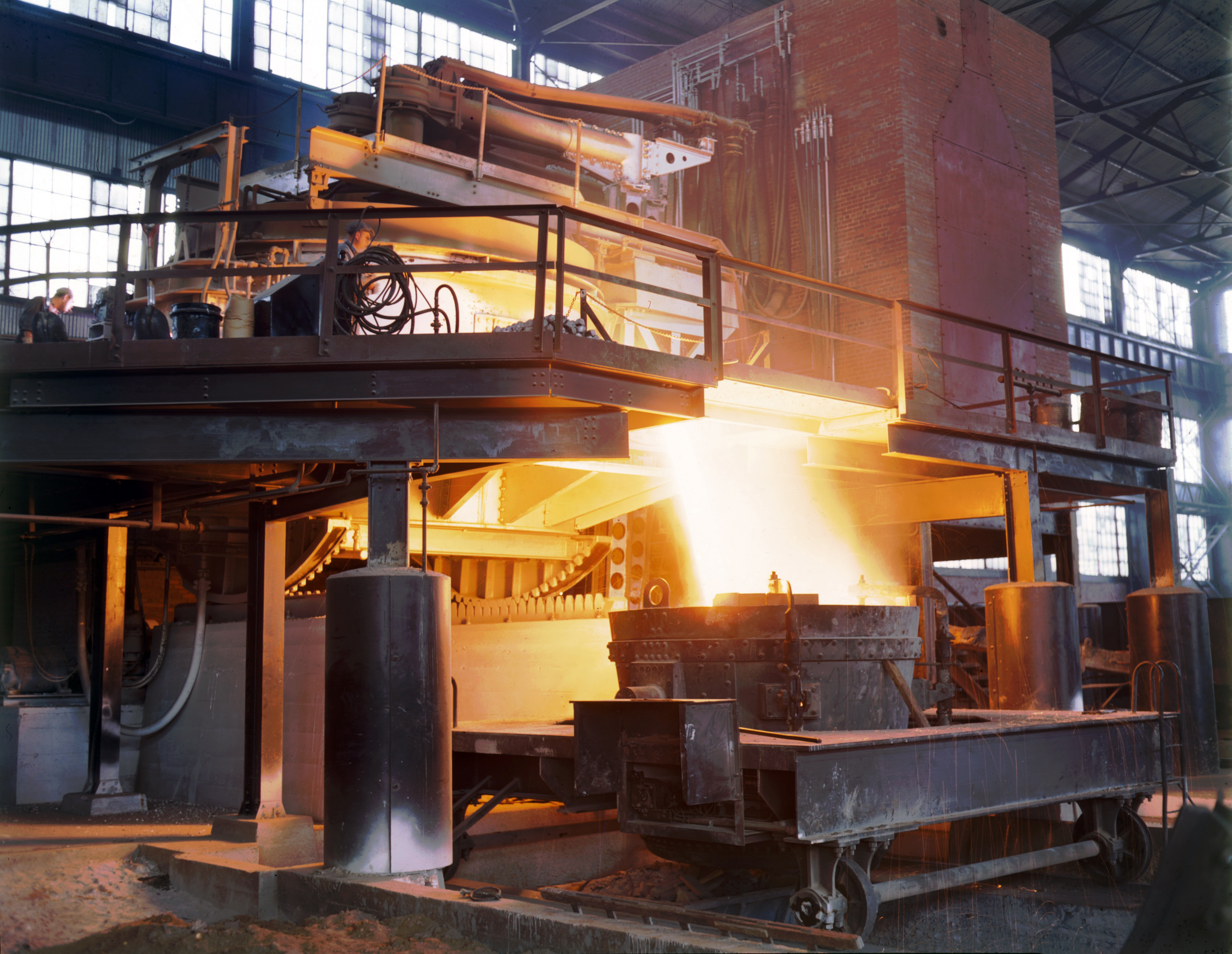
溶鉱炉から注がれる熔鉄

鉄は純粋な金属としては自然界に存在しないため、不純物を取り去り強度を上げるために熔解精錬しなければならない。植民地時代は塊鉄炉が普通であり、少量の鉄の塊を生産し、土地の需要に合わせて鍛冶屋が製品にした（馬蹄、斧の刃、鋤）が、輸出や大規模製品（銃、造船、車輪）には向かなかった。17世紀半ばには大規模の自給自足プランテーションに銑鉄を作る溶鉱炉が現れてこれらの需要に応えたが、生産した鉄は高価であり、重労働を必要とした。溶鉄炉、加熱炉および水車を造る必要があり、森を伐り払って木材を木炭にし、鉄鉱石と石灰石を掘り出して輸送する必要があった。18世紀の終わりまでに、森林破壊を恐れたイギリスは石炭から得られる燃料のコークスを使用して炉を燃やすようになり、これが後にアメリカでも採用された。この転換で希少になりつつあった木材を大量に扱う必要が無くなり、鉄の価格を下げることができた。
鋼は鉄の一形態であるが、歴史的に鋼と鉄の製造上は異なる製品と考えられ、鋼は錬鉄よりも高い価格になった。18世紀と19世紀初期を通じて、イギリスの製鋼業者は浸炭鋼やるつぼ鋼を生産し、精錬炉やパドル炉のような特殊装置を必要としたために英トン（1英トン = 1,016 kg）当たり50ポンド以上のコストになった。18世紀に蒸気船、鉄道および銃などの技術革新が鍛鉄と鋼の需要を高めた。1850年代、アメリカ人のウィリアム・ケリーとイギリス人のヘンリー・ベッセマーが別々に溶融鉄に空気を吹き込む方法を発見し、その温度を上げて不純物を取り出すことを容易にした。この「ケリー＝ベッセマー法」は、送風に必要なコークスの量を減らしたので最終製品の質を向上させ、高品質鋼の大量生産の道を開き、鋼価格を劇的に下げたので、その用途も拡がった。
1868年アンドリュー・カーネギーは最近開発されたケリー＝ベッセマー法と新しいコークス製造法を統合して、鉄道用のレールを供給する機会を見出した。1872年、カーネギーは幾つかの鉄道幹線が集まるペンシルベニア州アレゲニー郡ブラドックに製鋼所を造った。カーネギーはこの垂直統合を始めたことで莫大な利益を得た。ミネソタ州には鉄鉱石鉱山を所有し、五大湖の輸送用蒸気船、炭坑とコークス炉、および石炭や鉄鉱石をペンシルベニアの製鋼所まで運ぶ鉄道も所有した。1900年までにカーネギー製鋼会社はイギリス一国よりも多くの鋼を生産した。1901年、カーネギーはJ・P・モルガンのU.S.スティールに事業を譲渡し、個人的に4億8千万ドルを手にした。

### 電信・電話
長距離でも素早く情報を伝える能力は、ジャーナリズム、銀行および外交など様々な分野で大きな衝撃を与えることができた。1837年と1844年の間に、サミュエル・モールスとアルフレッド・ヴェイルが、「短い」電流と「長い」電流を送ることのできる送信機を開発し、これが電磁受信機を動かしてdot (トン) とdash (ツー) で信号を記録できる用にした。モールスはまず1844年にボルチモアとワシントンの間の電信線を開通させ、5年後の1849年までにはミシシッピ川から東の州に電信が行えるようになった。1850年と1865年の間に、電信事業は急速に集中化が進み、1866年に設立されたウエスタンユニオンがほぼ独占する形となり、22,000カ所の事務所を抱え、電信線の総延長は827,000マイル (1,320,000 km) となった。電信によって米墨戦争の前線からニューズが送られ、南北戦争では北軍の連係に使われた。市場間で株や商品の価格と注文が取り交わされ、1866年の大西洋横断電信ケーブルが敷設された後は外交交渉にも使われた。
アレクサンダー・グラハム・ベルは1876年に人の声を電線で送り再生する装置の特許を得た。ベルはその「電話」の大きな可能性を認識して、ベル電話会社を設立し、電話機と交換器の製造から利用者やオペレーターに機材をリースすることまで、システム全体を管理した。1877年から1893年まで、この期間はベルの特許が有効であった期間であるが、ベルの会社から貸し出された電話機の数は3,000台から26万台まで伸びた。ただし、利用料が比較的高かったので、当時の利用者はほとんどが事業か政府の事務所に限られていた。ベルの特許が切れた後は、無数の独立オペレーターが参入し、中流階級や下層階級の家庭さらに田舎の農夫まで競争してサービスを開始し、利用料を著しく下げた。1920年までに1,300万台の電話機が普及し、農家の場合は39 %、非農家の場合は34 %が家庭用電話を引いた。

### 石油
1859年、ペンシルベニア州西部で石油が発見され、1849年のカリフォルニアのゴールドラッシュを再現する「オイルラッシュ」が起こり、南北戦争の前夜には有用な資源であることが確認された。原油は有用な燃料油を抽出するための蒸留精製が必要なので、直ぐに石油精製がその地域の主要産業になった。しかし、このペンシルベニアの産油地域は田園と山岳であったので、産地での精製経済性や抽出した油の鉄道による輸送効率が悪かった。1865年からは産油地と鉄道あるいは製油所とを繋ぐパイプラインが建設され、この地形的な障害を緩和したが、数多い樽類製造者や荷車運搬手を失業させた。送油パイプライン網が拡がるに連れて、鉄道や電信系統とも一体化され、生産、計画、値付けなどで大きな連係が図られた。
ジョン・D・ロックフェラーはアメリカ石油産業の強力な統合推進者であった。1865年以降、ロックフェラーは製油所、鉄道、パイプラインおよび油井を購入し、その会社スタンダード・オイルの競争者を情け容赦も無く切り捨てた。1879年までにアメリカで精製された石油の90 %を支配した。スタンダード・オイルは鉄道のタンク車に積み卸しするよりも、ニュージャージー、クリーブランド、フィラデルフィアおよびボルチモアの製油所とペンシルベニアの生産地を直接パイプラインで結び、効率と利益を大きくすることができた。スタンダード・オイルのネットワークの規模が予想もしていなかったくらい大きくなったので、会社は管理、財務および組織に新しい手法を開発していった。会社法は州を跨る事業の可能性を制限していたので、スタンダード・オイルは中央のトラストの利用を始め、それが各州にある構成会社の所有と管理を行った。他の産業でもトラストを使うことは、1890年のシャーマン反トラスト法の成立で競争を抑制し独占価格を引き出すものとして規制された。1911年、「ニュージャージー州スタンダード・オイル対アメリカ合衆国事件」の判決で、最高裁はスタンダード・オイルのトラストを解散し、競合する会社に分割することを命じた。この結果、エクソン（ニュージャージー州スタンダード・オイル）モービル（ニューヨーク州スタンダード・オイル）およびシェブロン（カリフォルニア州スタンダード・オイル）ができた。
石油製品に対する需要は世紀の変わり目頃に急増した。家庭では暖房や照明用に灯油を使い、産業では機械用の潤滑油に、利用が進んだ内燃機関ではガソリンの需要が高まった。1880年から1920年の間、年間製油量は2,600万バレル（400万キロリットル）から4億4,200万バレル（7,000万キロリットル）まで上昇した。20世紀初期には、テキサス州、オクラホマ州、ルイジアナ州およびカリフォルニア州で大規模の油田が発見され、「オイル・クレイズ」を引き起こして、これらの州の急速な工業化にも貢献した。これらの州は元は農業主体の西部州であり、スタンダード・オイルの生産と精製のネットワークの範囲外にあったので、ロングビーチ、ダラスおよびヒューストンのような都市が、スノコ、テキサコおよびガルフ・オイルといった会社の元で、主要な石油精製と油田管理の中心地として浮上した。

### 電気
ベンジャミン・フランクリンは初めて陽電荷と負電荷について記述することで電気の研究を始め、電荷の保存の原理まで進めた。フランクリンは雷が鳴る中で凧を飛ばし、雷が電気の一形態であることを示し（凧の実験）、家を守るための避雷針を発明したという作り話で良く知られている。ハンフリー・デービーのような初期の物理学者はある条件下で電気が光を生み出せることを示したが、当時の電池は長い時間必要な電流を維持できなかった。1831年、イギリス人マイケル・ファラデーは電気と磁力の関係を示し、磁石を回転させて電流を発生させる発電機を作り上げた。発電機はイギリスとフランスで直ぐにアーク灯に使われたが、高温を発し火花が飛ぶので、広く使われることは無かった。
1880年、トーマス・エジソンはそれまでの多くの発明家の仕事を元に長寿命の白熱電灯を開発し特許を取った。ベルと同様に、エジソンは直ぐに抜け目の無い事業計画を立ててその発明の商品化に取り掛かった。その計画は「電球」が必要とする技術系全体を製造するものであり、発電機（エジソン機会会社）、電線（エジソン電気管会社）、発電所と配電（エジソン電気照明会社）、ソケットおよび電球を作る会社であった。当時の他の産業と同様に、これらの会社は複合企業体であるゼネラル・エレクトリック (GE) に吸収されることで大きな効率化を生み出した。照明は広く普及され、1882年から1920年の間に、アメリカの発電所はマンハッタンの1カ所から4,000カ所近くまで増えた。初期の発電所は消費者の近くに建てられたが、1900年までには長距離を送電できる発電所もできるようになった。1920年までに電力は石油系の照明を凌ぎ、20世紀を支配するものになった。
照明に加えて、電動モーター（発電機を逆転させる発想、すなわち電流で磁石を回転させ仕事をさせる）が産業分野で大変重要な物になった。1883年、セルビアからの移民でエジソンの弟子であったニコラ・テスラは、交流モーターを発明して電動モーターの構造を簡略化し、特許を取ってその発明をウェスティングハウス社に使用許諾した。電動モーターは、複雑な力伝達機構が不要であり、蒸気ボイラーのように運転のために水を供給することも必要ではなかったので、工場の蒸気機関に急速に置き換わっていった。以前、エジソンの所で働いていた電気技師フランク・スピローグは、1888年にモーターを使って電力で動く路面電車を開発した。
エジソンの直流発電機と照明に関する特許は当初の配電に関して市場の独占ができた。しかし、直流電流の送電は産業用の場合と家庭や商業用の場合とでは電圧が異なり、その変圧が難しいことと送電効率が悪いことのために問題があった。1887年、テスラは交流発電機、変圧器、モーター、送電線および照明からなる仕組みを開発し、容易な電圧変換と高い送電効率を生み出し、ジョージ・ウェスティングハウスがこの発明を商業化することを許諾した。テスラの仕組みが明らかに優れていたが、エジソンのGEは、交流電流を使った動物の屠殺の例（電気椅子の発明に繋がった）、交流電流での感電事故の告知、および州議会への圧力によって、競合する交流電流の仕組みを貶めるキャンペーンを始めた。1893年、ナイアガラフォールズ委員会はその水力ダム発電に関する契約で、GEからの反対を抑えてテスラとウェスティングハウスの仕組みを採用した（J・P・モルガン、ロスチャイルド卿およびジョン・ジェイコブ・アスター4世の後ろ盾があった）。これによって交流電流の発電と送電が大規模な物となり、周波数60ヘルツが標準となった。

### 自動車

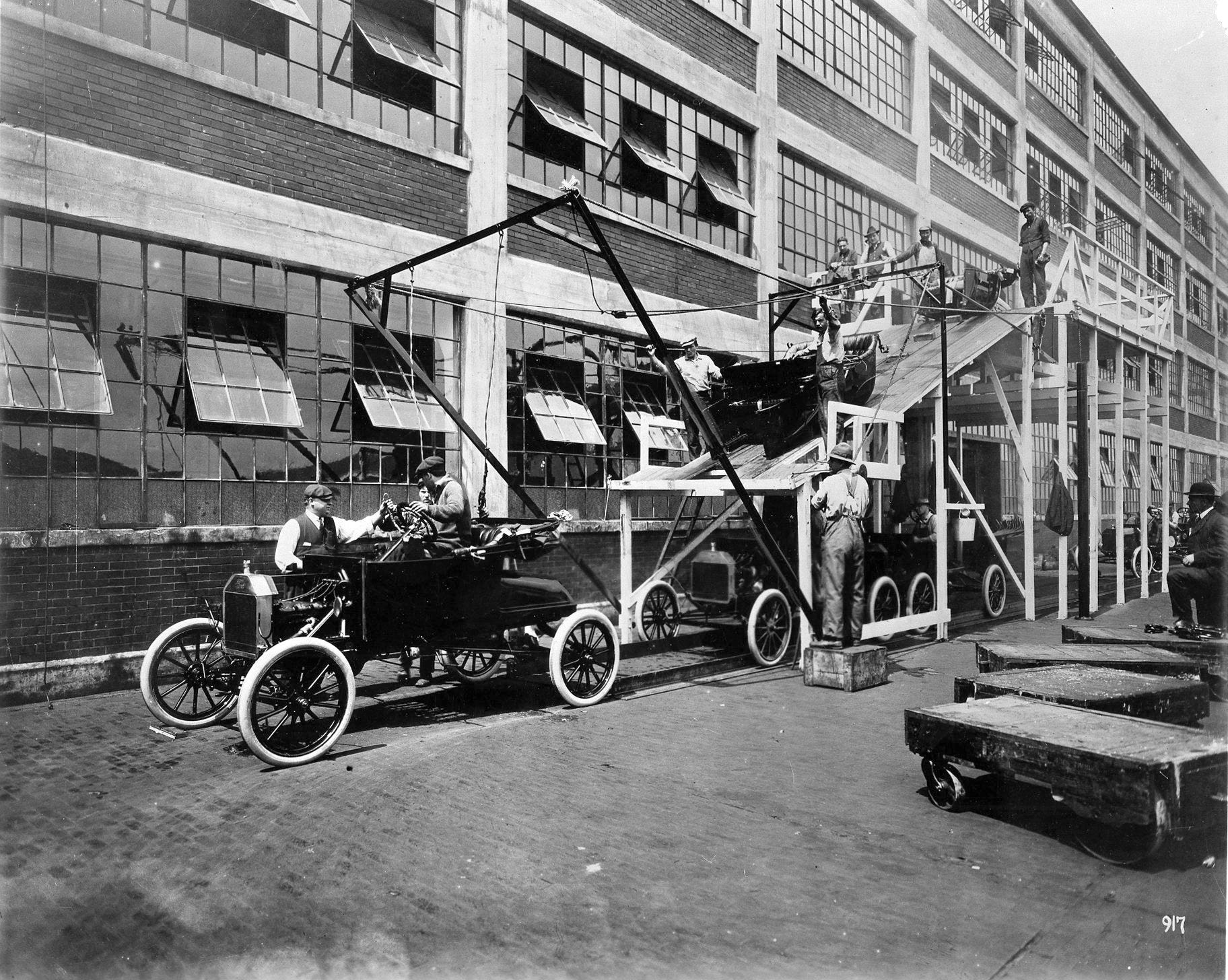
モデルT製造ライン

自動車を生み出すための技術は1870年代と1880年代のドイツに現れた。ニコラウス・オットーは4サイクル内燃機関、ゴットリープ・ダイムラーとヴィルヘルム・マイバッハはオットーのエンジンを改良して高速を出し、カール・ベンツは電気点火装置を開発した。デュリエー兄弟とハイラム・パーシー・マキシムが、1890年代にアメリカでは初めて「馬の無い客車」を製造したが、これら初期の自動車は重くて高価であった。
ヘンリー・フォードは製造ラインに互換性のある部品を採用して自動車の製造工程を革新し、工業的大量生産の始まりとなった。1908年、フォード・モーター会社はモデルTを発売した。このモデルは出力が20馬力、軽量で修理も容易であった。自動車の需要は非常に高く、1912年には組み立て工場をミシガン州ハイランドパークに移転しなければならなかった。新しい工場は当時の生産効率追求のモデルとなった。採光や換気が良く、製造ラインに沿ってあるコンベアで部品を運び、作業者の位置は製造ラインに沿って規則正しく配置された。製造ラインの効率の良さによって、フォードは大きな利益と高い生産性を確保できた。1912年には約900ドルで6千台の自動車を売ったが、1916年までに360ドルで577,000台のモデルTを売れた。製造ラインの作業者は熟練していなくても繰り返し作業を行えば良かったので、フォードは急速に生産を拡大できた。フォードはヨーロッパからの移民、アフリカ系アメリカ人、前科者および身体障害者を雇い、比較的高い賃金を払ったが、労働組合あるいは急進的政治組織に入った者は直ぐに解雇した。

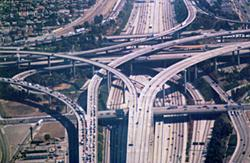
ロサンジェルスのインターチェンジ

アメリカの自動車の利用は拡大したものの、都市や田舎の道は新しい交通機関にとってお粗末なものであった。地方の自動車クラブがアメリカ自動車協会を設立し、市、州および連邦政府に圧力を掛けて既存の道路の幅を拡げ舗装し、有料の幹線道路を建設させた。1910年代と1920年代には幾つかの連邦政府道路補助金法案が成立し（アメリカ国道1号線や66号線の建設に繋がった）、道路の範囲や質が著しく変わった。世界恐慌の時の公共事業促進局は道路建設に多くを投資した。自動車の所有者数は世界恐慌の時に減少したが、第二次世界大戦の時は戦時配給と軍事物資の生産のために製造できる自動車の数が制限されたためにやはり減少した。フォード、GMおよびクライスラーといった大企業のみが苦しい時代を生き延びることができた。戦後、家族のサイズが大きくなり、生活が豊かになり、また退役軍人には政府援助のローンのしくみなどもあり、大都市の郊外に一戸建てを造ることがブームになった。これら郊外居住者が自動車のオーナーになった。住宅の開発は既存公共交通機関では賄えない範囲に及び、広く分散していたので、行き先によっては歩くしかなかった。自動車の利用により市街地、郊外および田園地帯の道路は混雑し、新しく州の予算でできた有料道路や世界恐慌時代の古い道路などは設備が悪くて、都市間や州間の交通には向かなかった。1956年、連邦議会は連邦補助高速道路法を成立させ、国中に張り巡らす無料高速道路41,000マイル (66,000 km) の建設予算を認め、現代アメリカの幹線道路システムの法的および基幹施設の基礎となった。

## 工業化の効果

### 農業生産

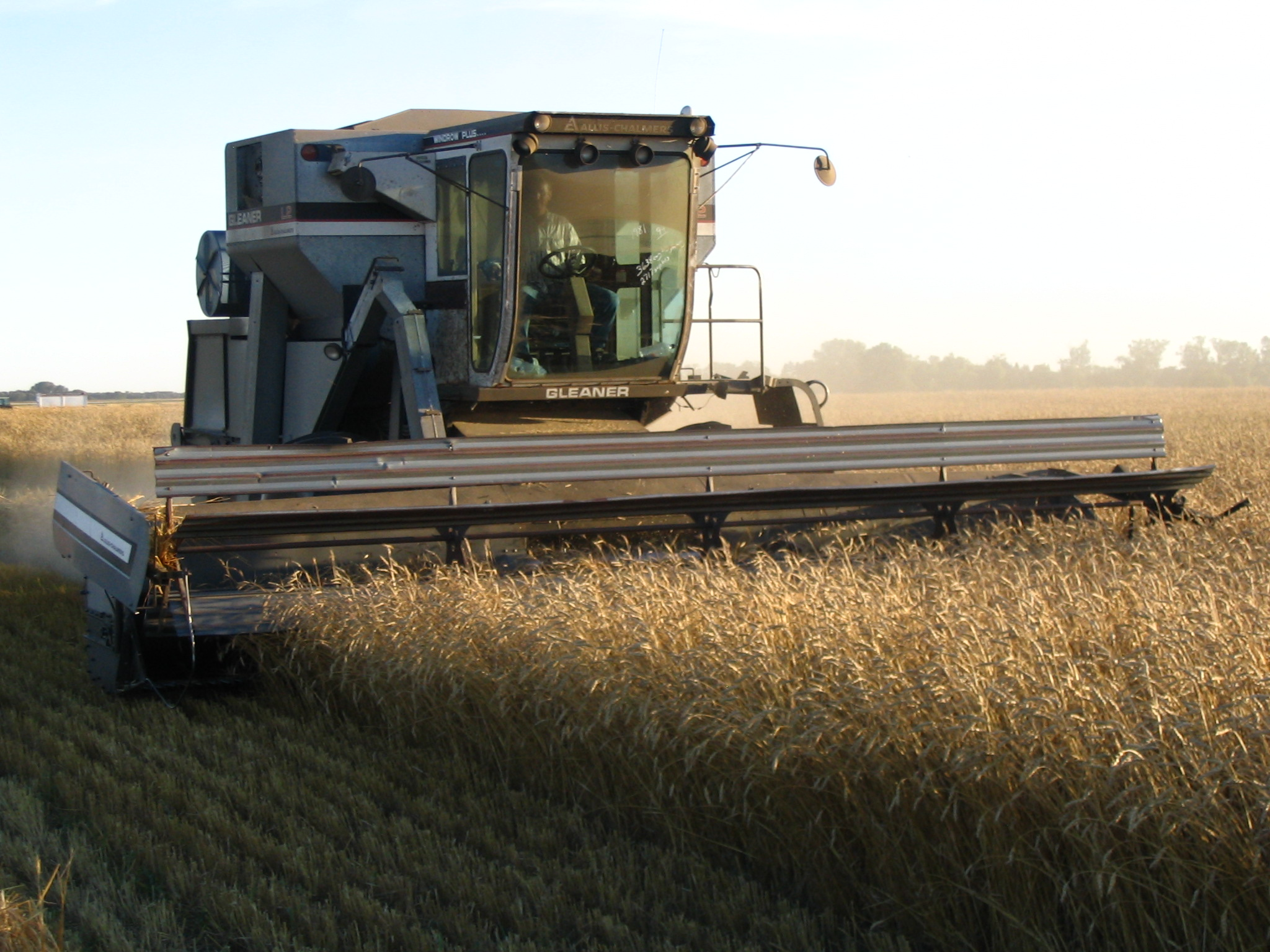
刈り取り脱穀機

1840年代、西部の諸州が次々と合衆国に加盟するにつれて、多くの貧困層と中流のアメリカ人がこれら広大な未開発地域に自由な土地を求めて扇動するようになった。ジョージ・ヘンリー・エバンスやホレイス・グリーリーによるホームステッド法の成立努力については、南部諸州が自由な土地で南部のプランテーション経済を脅かされると思い妨害した。反対していた南部諸州が脱退した後の1862年にホームステッド法が成立した。この法では、その土地に5年間住んだ農夫に160エーカー (65 ha) の土地所有を認めるか、6ヶ月後に1エーカー当たり1.25ドル ($3/ha) で購入することを認めるものだった。
アメリカの西部への拡張の結果、4億エーカー (1,600,000 km2) 以上の新しい土地が耕作可能となったが、1870年から1910年に掛けて、農業や農業労働に携わるアメリカ人の数は3分の2に減少した。新しい農業技術や機械化によりこれが補われた。サイラス・マコーミックの刈り取り機（1834年発明）は、手作業を機械で置き換えることで収穫の効率を4倍にした。ジョン・ディアーは1837年に鋼製鋤を発明し、土が鋤にくっつかないようにし、肥沃な中西部の平原での農耕を容易にした。刈取り機、結束機および刈り取り脱穀機はさらに大きな効率を生んだ。1866年に小麦農家が生産した量は1エーカー当たり9.9ブッシェル（35リットル）であったが、1898年には1エーカー当たり15.3ブッシェル（540リットル）まで上昇し、作付け面積も3倍になった。
鉄道によって収穫物を早く市場に運び、冷凍技術で新鮮な肉や魚を遠い市場まで運べるようになった。食料の物流もハインツやキャンベルのような会社が、以前は傷みやすい食料を缶詰にしたり、水分を蒸発させたりして運び機械化された。商店のパン屋、醸造所および肉屋はその土地が雇用する運転員が取って代わり、生鮮農産物の需要を喚起した。需要は増え続けたが生産量も増えて価格は下がったので、農夫の間には実質的な不満が生まれた。農民共済組合や農夫連盟のような組織ができて、保守的金融政策、鉄道の規制および保護関税を要求した。

### 都市化

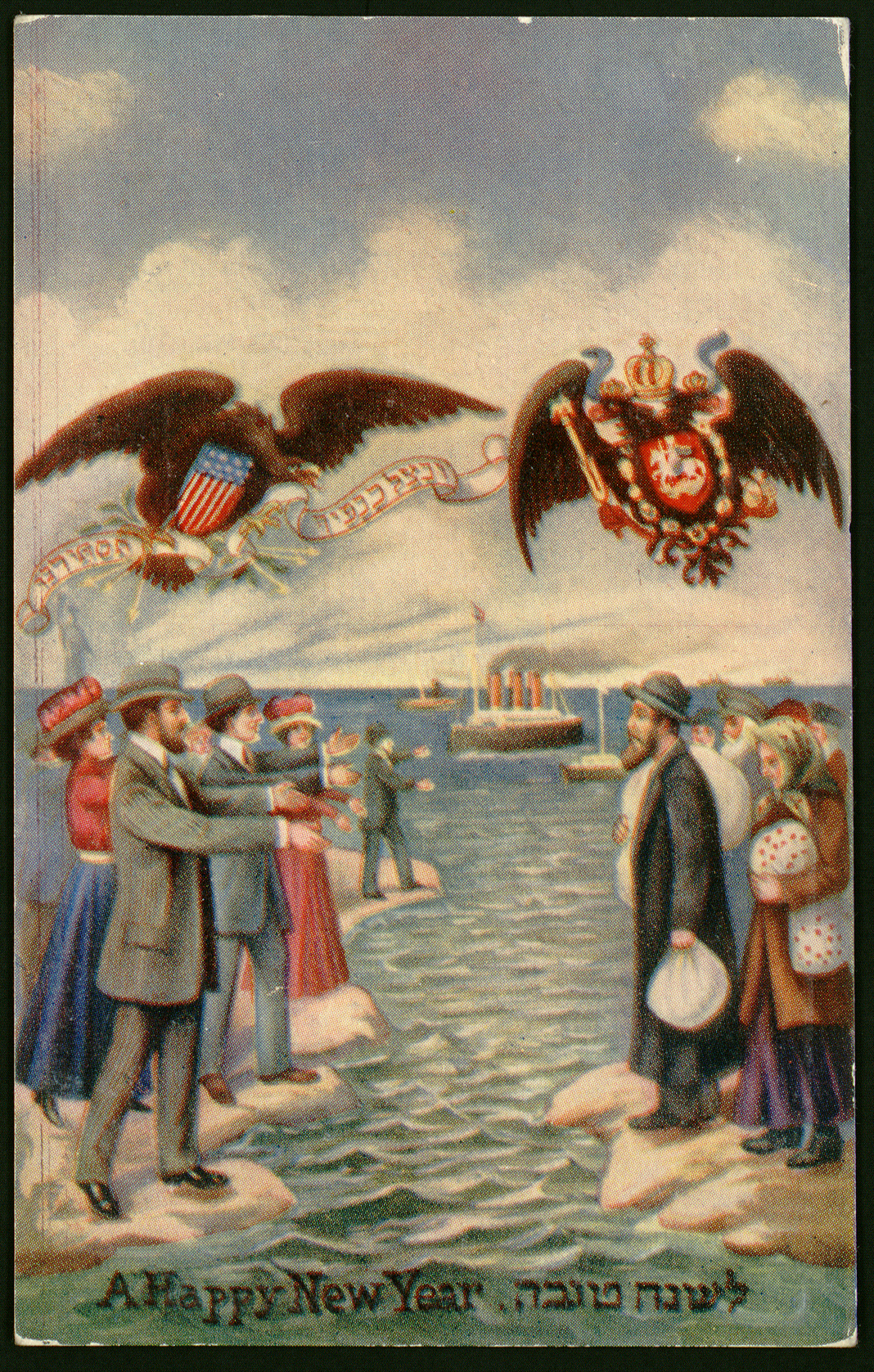
移民はアメリカに入ると民族社会を形成し係累の移民を奨励した。

1865年から1920年までの期間は、都市部で人口、政治力および経済活動が集中するようになったことで特徴付けられる。1860年、人口10万人以上の都市は9つに過ぎなかったが、1910年には50市になった。これら新しい大都市は、従来のニューヨーク、ボストンおよびフィラデルフィアのような港湾市ではなく、内陸にあって新しい輸送経路にあった（デンバー、シカゴおよびクリーブランド）。アメリカ合衆国の最初の12人の大統領はすべて農業社会から出てきていたが、1865年から1912年までの大統領は実業界や都市を代表する経歴があった。
工業化と都市化は互いに補い合い、都市域は次第に混雑してきた。不衛生な生活環境の結果として、コレラ、赤痢および腸チフスのような疫病が拡がる頻度が上がった。都市は道路を舗装し、下水道を造り、水を浄化し、家を建て、公共交通機関を作った。

### 労働問題と移民
国民と技術との関わりが深まるに連れて、古い様式の職人や技能者は「不要」になっていき、職人が数時間あるいは何日もかかって完成していた者を、機械を使って数分あるいは数時間で複製してしまう特化された作業者や技師に置き換えられた。フレデリック・W・テイラーは製造ラインに生まれる非効率性に注目し、製品の各部品を製造するために必要な動作と工程を分析し、作業者の回りの工場と製造工程を認識し、作業者に部品当たりの生産速度を課すことで、大きな生産効率上昇に繋がると提案した。これは「科学的管理」あるいは「テイラー理論」として知られるようになり、直ぐに進歩的な都市政庁が採用して都市域の効率化に応用し、婦人参政権論者は家庭の経済に応用した。
工業化の進行は有能な労働者あるいは危険で低賃金で将来のない仕事に進んで働く労働者の供給を上回った。しかし、熟練度をあまり要しない仕事への需要は賃金を押し上げ、アイルランド、イタリア、ポーランド、ロシア各国の人やユダヤ人の移民を惹き付けた。彼らは故国で働くよりもアメリカなら高い給与を稼げた。
初期の労働組合は南北戦争の前に、年季の明けた大工、石工などの職人で構成されるギルドとして現れ、労働時間の改善や賃金の改善を親方に要求してストライキを打った。政府のあらゆる部局は一般に労働者が組合を結成したりストライキを打つことを止めさせようとした。

### 金融と貿易

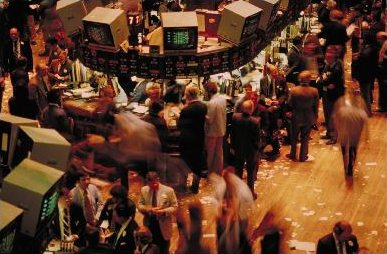
ニューヨーク証券取引所の立会場

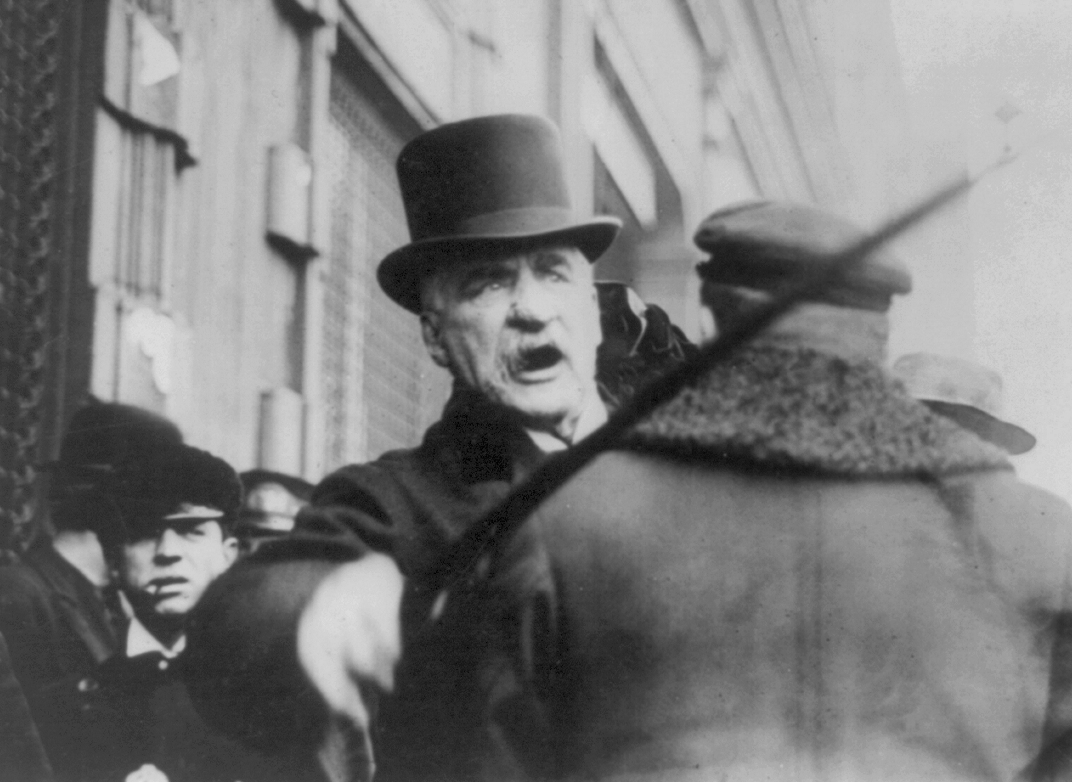
ジョン・モルガンは「泥棒男爵」を体現した。

この時代に要求された大規模事業の資金を手当てするために、株式会社が実業組織の形態として主流になった。会社はトラストを組むことで拡がり、競合する会社が一つになる、いわゆるモノポリで拡大した。
実業界の指導者は自由放任主義の政府政策を応援した。高い関税はアメリカの工場と労働者を外国の競争者から守った。鉄道に対する連邦政府の補助金は投資家、農夫および鉄道の労働者を豊かにし、無数の町や都市を造った。
アンドリュー・カーネギー、ジョン・ロックフェラーおよびジェイ・グールドのような強力な工業資本家は、集合的に「泥棒男爵」とも言われ、巨大な富と権力を保持した。

## 軍事＝産業＝学術の複合
20世紀、合衆国議会、工業製造者、大学の研究室および、軍事組織が複合的に結束し、技術の進歩の速度が上がった。この関係は一般に「軍事＝産業複合」として知られており、軍隊固有の技術需要、資本の集中、大規模な適用および高度に集中化された管理によって技術革新を生む主流となった。医学、物理学、化学、電子計算、航空学、物質科学、造船学および金属学などの基本的な進展は軍事目的の基礎研究と応用研究に負うところが大きい。

### 大学の研究
アメリカで初めての大学はイギリスのオックスフォード大学、ケンブリッジ大学およびセント・アンドルーズ大学の自由な教育課程をモデルとしており、職業的技術の教育や科学的な研究を行うよりも聖職者や法律家を教育する意味合いが強かった。1811年に創設された陸軍士官学校は既成の大学や士官学校の伝統を破り、その初期の教育課程の中に実際の工業的な科目を含んだ。19世紀の半ばまでに、科学技術大学の数が増え、複雑さの増す機械類を設計、製造および運転するための科学と技術を学生に教えた。1824年、スティーブン・ヴァン・レンセリアはアメリカで最初の技術的科目で学士号を取得できる専門学校を設立し、1850年代にはアイビー・リーグの大学も科学分野の研究コースを始めた。
連邦議会の政治家はこれら東部の科学技術大学の重要性と普及率が増すことを認識し、1862年にモリル・ランドグラント・カレッジ法を通して、広範な土地を戦術、工学および農学を教える教育施設の設立と資金に充てることとした。アメリカの顕著な研究系大学はこのランドグラント・カレッジに起源がある。1900年から1939年にかけて、中等教育を受けてこれらの大学に入学した者の数は238,000人から1,494,000人に増加した。高度の教育が与えられるようになると、以前は職業学校や中等教育程度の学歴で良かった科学、工学および政府の職にカレッジの学位が求められるようになっていった。
第二次世界大戦後、復員軍人援護法によって大学入学者が増え、多くの復員軍人が学位を取得した。

### 世界大戦
この時代の著名な技術革新

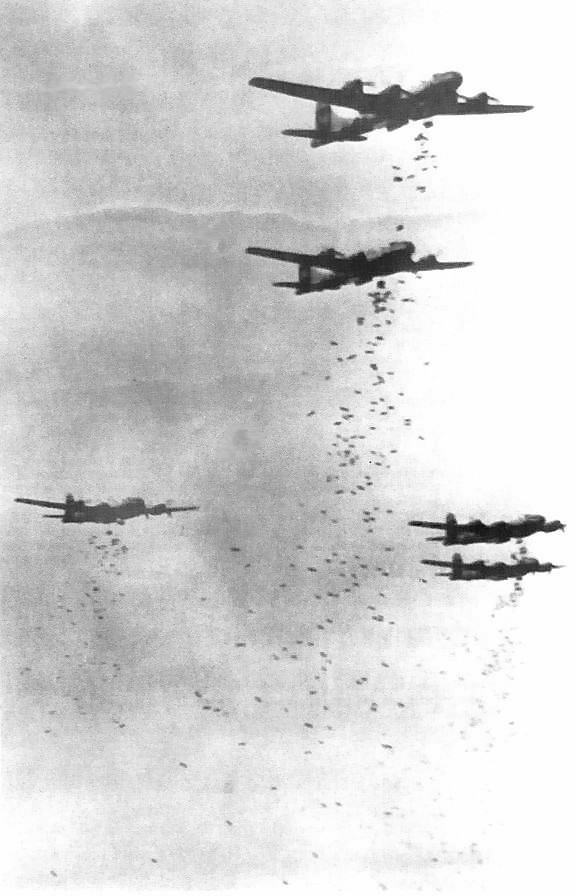
戦略的空襲は都市の破壊に導いた。

- ルチャード・ガトリング - ガトリング砲を開発
- ジョン・トンプソン - トミー・ガンを開発

戦闘に飛行機を導入したことは戦争のやり方を急速に変化させた要因の一つであった。航空史は数百年に及ぶものがあり、初期の飛行機械の区分は複雑なものであるが、1903年12月、ライト兄弟が持続し有人で空気より重いものを制御して飛ばした。ライト兄弟は政府や軍隊から予算を取れなかったが、1914年に第一次世界大戦が始まった後、飛行機は戦術的に重要であることが急速に認識された。アメリカ政府は1917年に6億4千万ドルの予算を確保して2万機の戦闘用飛行機を購入し、空中偵察、ドッグファイティング（戦闘機同士の戦闘）および空からの爆撃に使われた。1918年に戦争が終わると、アメリカ政府は航空郵便や航空諮問委員会のような飛行機の平和利用に予算をつけ続けた。1920年代から1930年代を通じて、産業界、学界および軍隊は飛行機の出力増強、操縦性および信頼性に関する研究を続けた。1927年にチャールズ・リンドバーグが無着陸大西洋横断飛行を成し遂げ、ウィリー・ポストは1931年に9日間で世界を1周した。ハワード・ヒューズは最高速度記録を更新し続けた。1930年代、ケリー法の結果として乗客を載せる航空路線が流行し、州政府や地方政府は航空路線を呼ぶために飛行場を造った。連邦政府は航空交通管制を始め、航空事故の調査を始めた。

### 冷戦と宇宙開発競争

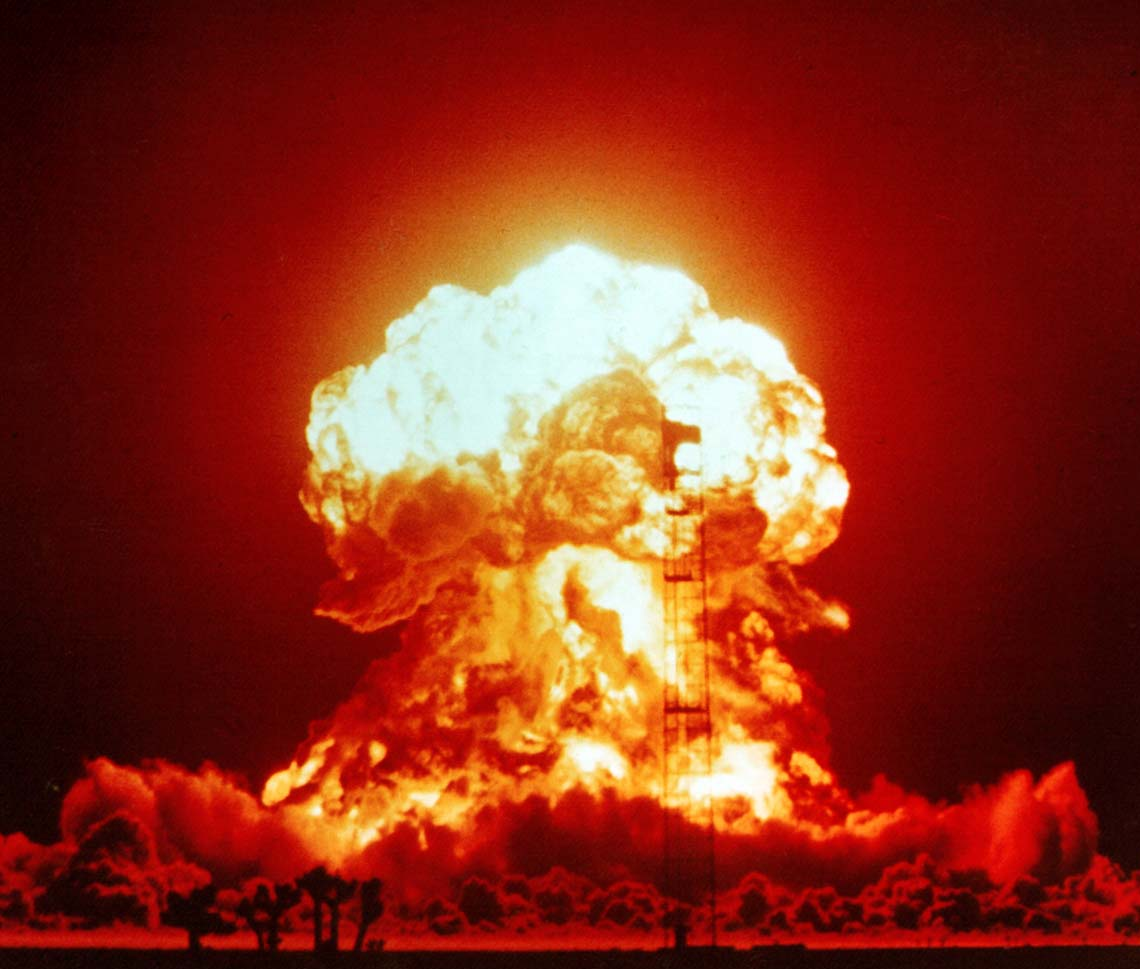
核実験

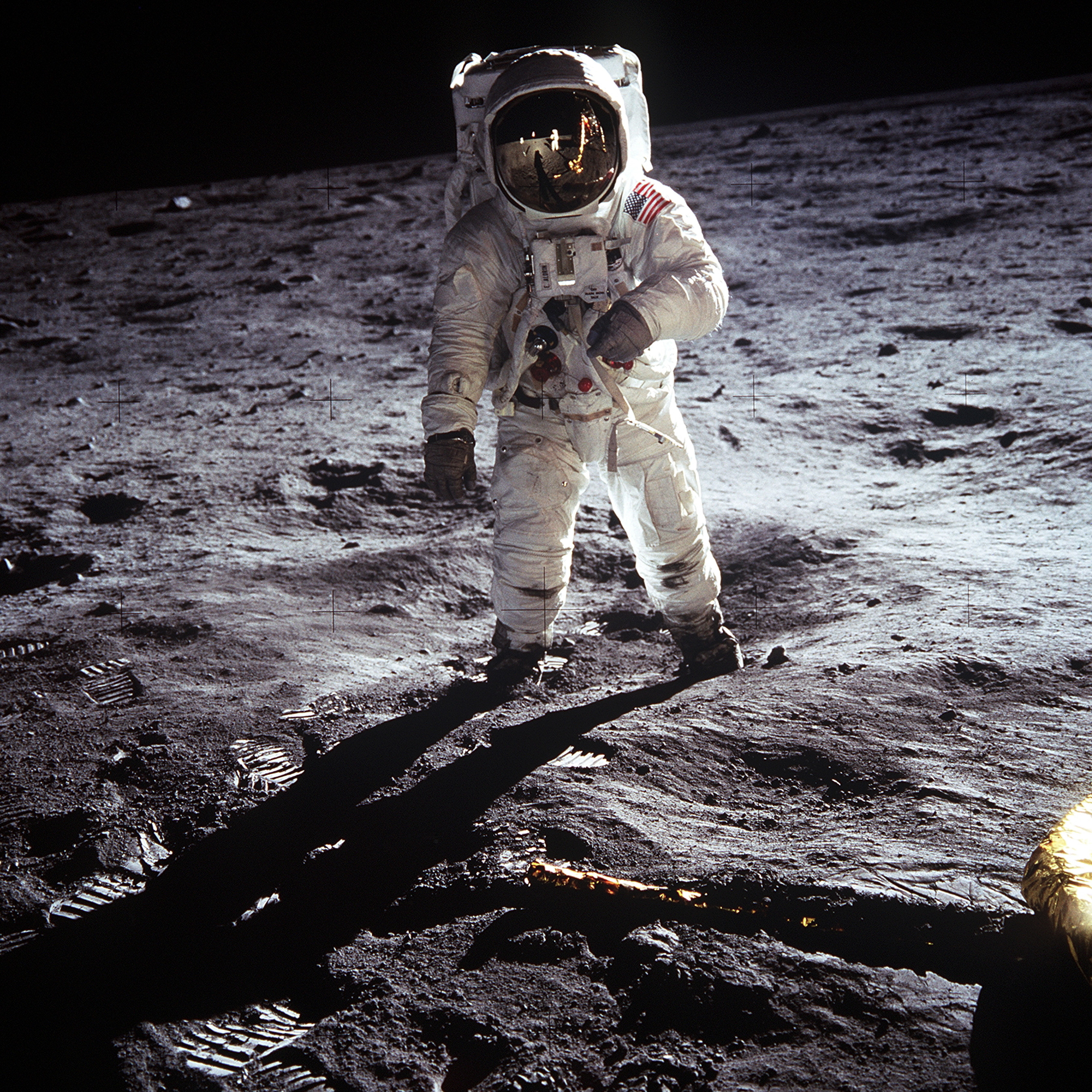
月面に降り立ったバズ・アルドリン

アメリカ人ロバート・ゴダードはロケット推進システムの実験を行った最初の科学者の一人であった。マサチューセッツ州ウースターのその小さな研究室で、液体酸素とガソリンを使ってロケットを飛ばし地球の大気圏外に到達させるための実験を行い、1926年に世界で初めての液体燃料ロケットを12.5メートルの高さまで打ち上げた。次の10年間で、ゴダードのロケットは2 km近い高さまで達するようになり、ロケット工学に関する興味はアメリカ、イギリス、ドイツおよびソビエト連邦で高まることになった。
第二次世界大戦の終了時、アメリカ軍とロシア軍はヴェルナー・フォン・ブラウンのようなドイツのトップクラスの科学者を採用または連行して連れ帰り、防衛関連の研究を続けさせた。消耗品であるロケットは人工衛星の打ち上げ手段となり、さらに有人宇宙船の打ち上げにも使われることになった。1957年ソビエト連邦は最初の人工衛星スプートニク1号を打ち上げ、アメリカは1958年のエクスプローラー1号で続いた。最初の有人宇宙船は1961年早くに、ソビエトの宇宙飛行士ユーリ・ガガーリンによって行われ、その後アメリカの宇宙飛行士アラン・シェパードが続いた。
これら初期の実験的な段階から1969年のアポロ計画による月面着陸、繰り返し使用されるスペースシャトルまで、アメリカの宇宙開発計画は応用科学の息を呑むような見せ場を造った。通信衛星は計算機データ、電話、ラジオ、テレビの送信に利用されている。気象衛星は大きな嵐などの早期警報を出すために必要なデータを集めている。

### コンピュータとネットワーク

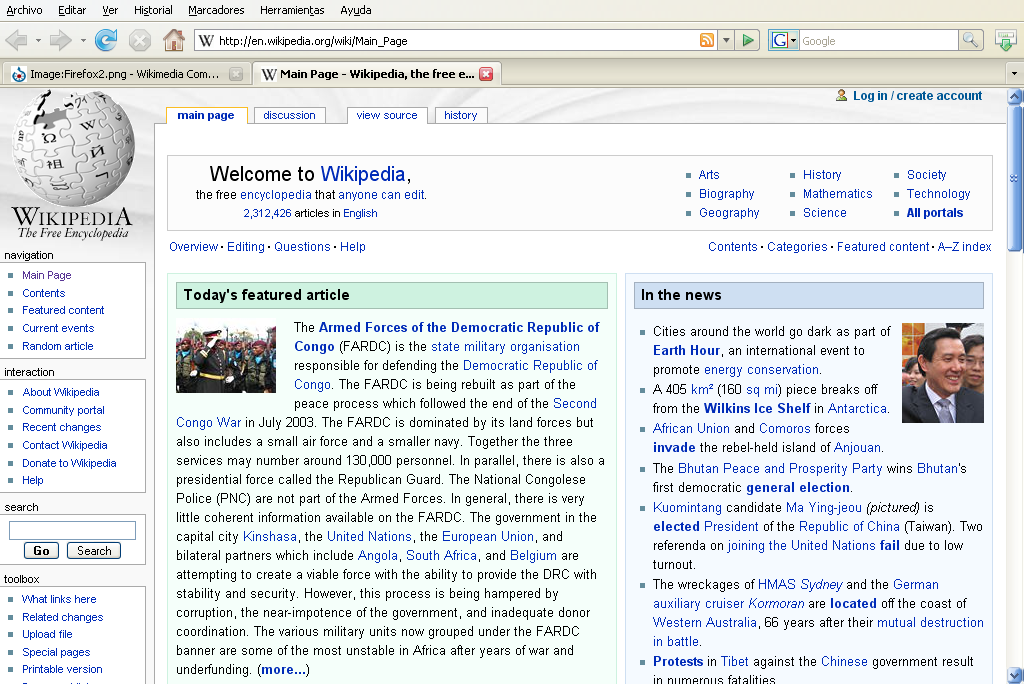
ウェブ画面

過去80年間、アメリカは一貫して情報通信技術に確固とした基盤を築いてきた。例えば、AT&Tのベル研究所はLED、トランジスター、C言語およびUNIXなど一連の新規開発でアメリカの技術革新の先頭を走ってきた。シリコンバレーのSRIインターナショナル、ゼロックスのパロアルト研究所はパーソナルコンピュータを生み出し、ARPAとNASAはARPANETとインターネットの開発に貢献した。

## サービス産業

### 健康管理とバイオテクノロジー
物理学と化学の分野では、第二次世界大戦以降、アメリカはノーベル生理学・医学賞をほとんど独占してきた。生物医学の研究では民間会社が中心となっており、その業績のキーとなってきた。2000年時点でアメリカの医学研究予算のうち、民間企業が57 %、民間の非営利企業7 %、政府出資のアメリカ国立衛生研究所36 %となっている。私企業の予算は1994年から2003年の間に102 %増加した。
アメリカ国立衛生研究所 (NIH) は24箇所の研究所からなっており、疾病と身体障害について予防、発見、診断および治療にあたっている。NIHの承認したプログラムでアメリカ国内や海外で35,000人の基礎研究者が働いている。1971年から1991年の間に、心臓病による死亡者は41 %減少し、脳卒中によるものは59 %減少した。今日、癌を患った子供の70 %以上が完治している。
分子遺伝学とゲノミクスの研究は生医学の分野を革新した。1980年代および1990年代、初めて人に対する遺伝子治療が試みられ、現在ではヒトゲノムの多くの遺伝子の機能を位置を確認し、同定し、記述することもできる。
大学、病院および企業による研究も疾病の診断や治療の改良に貢献してきた。NIHは例えばエイズの基礎研究に予算を付けたが、この病気の治療に使われる薬品はアメリカの製薬業界の研究室から生まれた。これらの薬品は国中の研究所で試験されている。

### 人
上記の分野に入らない発明をした人々。
- エリシャ・オーチス - 人荷用エレベーターの開発。結果的に高層ビルを可能にした。
- ウィリス・キャリア - 空調
- チャールズ・グッドイヤー - 加硫ゴム、タイヤの開発
- エリアス・ハウ - 縫製機
- キング・ジレット - 使い捨てカミソリ刃